# 马尼安
马尼安（法語：Magnien，法語發音：[maɲɛ̃]）是法国科多尔省的一个市镇，属于博讷区。

## 地理
马尼安（47°6'6"N, 4°26'17"E）面积24.43 平方千米，位于法国勃艮第-弗朗什-孔泰大區科多尔省，该省份为法国中东部省份，北起奥布省，西接涅夫勒省和约讷省，南至索恩-卢瓦尔省，东南接汝拉省，东临上索恩省，东北部与上马恩省接壤。
与马尼安接壤的市镇（或旧市镇、城区）包括：茹埃、维耶维、圣普里莱萨尔奈、武德奈、阿尔奈勒迪克、马利尼、马尔舍瑟伊。

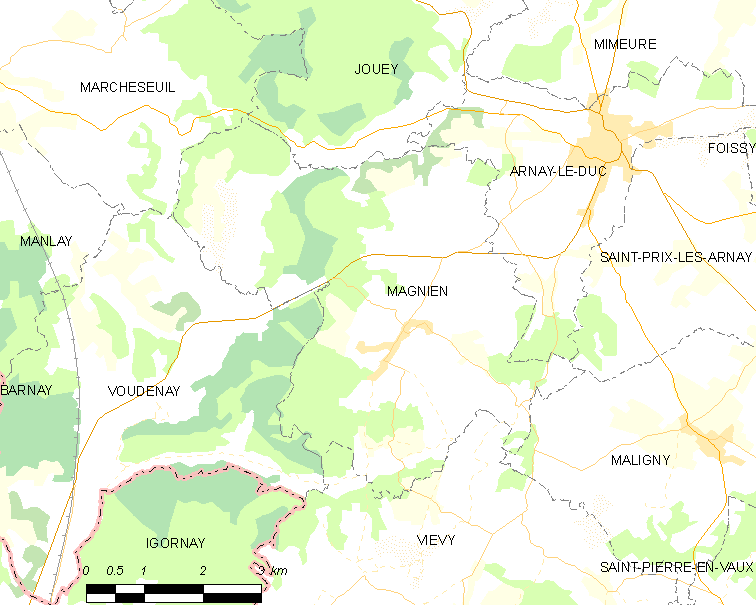
马尼安的OSM定位图

马尼安的时区为UTC+01:00、UTC+02:00（夏令时）。

## 行政
马尼安的邮政编码为21230，INSEE市镇编码为21363。

## 政治
马尼安所属的省级选区为阿尔奈勒迪克县。

## 人口

1962-2008年间马尼安人口变化图示

马尼安于2022年1月1日时的人口数量为318人。